# ヴィニョーラ＝ファレージナ
ヴィニョーラ＝ファレージナ（イタリア語: Vignola-Falesina）は、イタリア共和国トレンティーノ＝アルト・アディジェ州トレント自治県にある、人口約200人の基礎自治体（コムーネ）。

## 地理

### 位置・広がり
トレント自治県南東部に位置するコムーネ。ペルジーネ・ヴァルスガーナから東南東へ4km、県都トレントから東南東へ12kmの距離にある。

#### 隣接コムーネ
隣接するコムーネは以下の通り。
- フラッシロンゴ
- ペルジーネ・ヴァルスガーナ
- レーヴィコ・テルメ

## 行政

### Comunita di valle
トレント自治県が設置した広域行政組織 Comunita di valle "Comunita Alta Valsugana e Bersntol" （事務所所在地: ペルジーネ・ヴァルスガーナ）に属する。